# Chrysodeixis argentifera

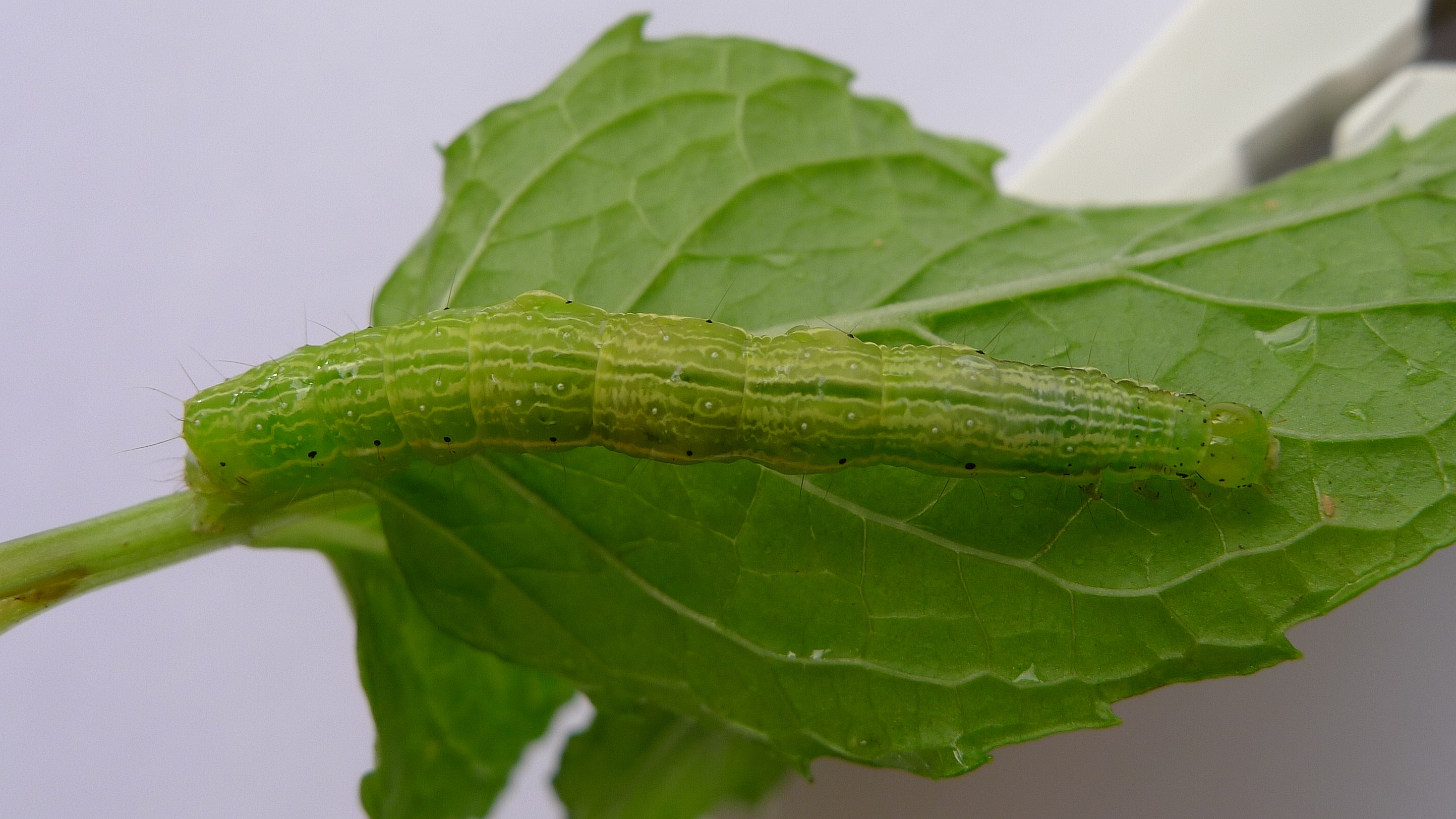
Raupe

Chrysodeixis argentifera ist ein in Australien und Neuseeland vorkommender Schmetterling (Nachtfalter) aus der Familie der Eulenfalter (Noctuidae).

## Merkmale

### Falter
Die Falter erreichen eine Flügelspannweite von 28 bis 32 Millimetern. Die Vorderflügeloberseite ist graubraun gefärbt. Eine große, silbrig weiße Makel mit deutlicher Einschnürung hebt sich im leicht verdunkelten Mittelfeld hervor. Eine kleinere, gleichfarbige S-förmige Makel befindet sich neben der Zelle. Aufgrund dieses Merkmals ist die Art unverwechselbar. Am Innenrand sowie in der Basalregion befinden sich weitere kleine silberweiße Flecke. Die innere Querlinie ist ebenfalls silbrig weiß und reicht vom Innenrand bis zur Diskoidalquerader. Die Hinterflügeloberseite ist graubraun gefärbt und zeigt einen leicht verdunkelten Bereich vor dem Außensaum. Am Kopf der Falter befindet sich ein dichtes Haarbüschel. Der Körper ist pelzig behaart und besitzt weitere kleinere Haarbüschel.

### Raupe
Ausgewachsene Raupen haben eine hellgrüne Farbe. In Richtung des Kopfes verjüngen sie sich. Sie zeigen eine dunkelgrüne Rückenlinie, mehrere sehr dünne weißliche Nebenrückenlinien, einen breiten weißen Seitenstreifen, kleine schwarze Punkte auf jedem Körpersegment und einige kurze, dünne hellgraue Härchen. Die Stigmen sind oval und weißlich gefärbt.

## Verbreitung und Vorkommen
Chrysodeixis argentifera kommt ausschließlich in Australien und Neuseeland vor. Die Lebensräume umfassen Freiflächen, Wiesen, Weiden, Gärten, Ackerland und Gemüseplantagen.

## Lebensweise
Die Falter fliegen schwerpunktmäßig von September bis November. Sie sind nachtaktiv und besuchen künstliche Lichtquellen. Als Nahrungsquelle der Raupen dienen die Blätter einer Vielzahl unterschiedlicher Pflanzen, dazu zählen Sonnenblumen (Helianthus annuus), Raps (Brassica napus), Rüben (Beta vulgaris), Gartenbohnen (Phaseolus vulgaris), Tabak (Nicotiana) und Tomaten (Solanum lycopersicum). Zuweilen tritt die Art in Gemüseanbaugebieten als Agrarschädling auf. Lebensmittelexporte, beispielsweise Tomaten unterliegen Quarantänebestimmungen und müssen vom AQIS (Australian Quarantine Inspection Service) genehmigt werden, um sicherzustellen, dass die Ernten frei von Chrysodeixis argentifera sind, um die Ausbreitung dieses Schmetterlings in andere Länder zu verhindern.